# Sunrise Avenue
Sunrise Avenue est un groupe de pop rock finlandais, originaire d'Espoo. Il est formé en 2002 par Samu Haber. Le premier album du groupe, On the Way to Wonderland, sorti en 2006, remporte un certain succès, notamment grâce aux titres Forever Yours et Fairytale Gone Bad.

## Biographie
Samu Haber forme Sunrise avec le compositeur local Jan Hohenthal en avril 1992 à Espoo, en Finlande. Ils jouent ensemble dans des pubs, petits festivals et concerts privés jusqu'en 1998, alors que Haber emménage en Espagne. Les autres membres de cette période comptent Sami Heinänen (basse) et Antti Tuomela (batterie).
Jan Hohenthal quitte le groupe en 2002, se consacrant à sa carrière solo. Avec un nouveau batteur, Juho Sandman, le groupe joue à des événements d'étudiants, petits festivals et clubs dans la région d'Helsinki. Ils s'associent aux producteurs Jone Ullakko et Jani Saastamoinen, avant de s'installer définitivement avec Jukka Backlund.
Entre 2002 et 2005, Haber visite les labels et agences 102 fois en Finlande et en Suède avant de faire signer le groupe au label indépendant Bonnier Amigo Music. 
Pour le financement de leur premier album, On the Way to Wonderland, Haber présente le Sunrise Avenue Business Plan à son ami Mikko Virtala. Virtala finance une partie des enregistrements et leur voyage vers le Midem Music Expo de Cannes, en France, où le groupe rencontrera les labels et producteurs. À Cannes, Haber fait la rencontre de leur futur manager, Bob Cunningham.
En 2006 sort le single All Because of You, suivi par Romeo.
En 2010, Sunrise Avenue effectue une tournée acoustique en Suisse et en Autriche.
En 2013, Sunrise Avenue sort son quatrième album, Unholy Ground.

## Membres
- Samu Haber (né le 2 avril 1976 à Helsinki) - composition, chant, guitare
- Raul Ruutu (né le 28 août 1975 à Vantaa) - chant, basse
- Sami Osala (né le 10 mars 1980 à  Seinäjoki) - batterie (depuis 2005)
- Jukka Backlund (né le 30 décembre 1982 à Helsinki) - claviers, production (depuis 2005)
- Riku Rajamaa (né le 4 novembre 1976 à Helsinki) - chant, guitare (depuis 2007)

## Discographie

### Albums studio
- 2006 : On the Way to Wonderland
- 2009 : Popgasm
- 2011 : Out of Style
- 2013 : Unholy Ground
- 2017 : Heartbreak Century

### Singles
- 2006 : All Because of You
- 2006 : Romeo
- 2006 : Fairytale Gone Bad
- 2007 : Forever Yours
- 2007 : Diamonds
- 2007 : Heal Me
- 2007 : Into the Blue
- 2008 : Choose to Be Me
- 2009 : Happiness
- 2009 : The Whole Story
- 2009 : Not Again
- 2009 :Welcome to My Life
- 2011 : Hollywood Hills
- 2012 : Somebody Help Me
- 2013 : Lifesaver